# Kyrkokonferens
Kyrkokonferensen är Svenska missionskyrkans högsta beslutande organ, motsvarande Svenska kyrkans kyrkomöte. Mellan kyrkokonferenserna bereder och verksträller kyrkostyrelsen kyrkokonferensens beslut.
Kyrkokonferensen består av ombud för Svenska Missionskyrkans drygt 750 församlingar. En församling som har upp till 99 medlemmar har rätt att sända 1 ombud. För varje påbörjat 100-tal medlemmar däröver utses ytterligare 1 ombud. Tilhopa deltar nära 600 ombud i konferensen. Kyrkostyrelsens ledamöter, missionsföreståndaren, distriktsföreståndarna,  förbundssekreteraren i Svensk Missionskyrkans Ungdom (SMU) och dess styrelseledamöter, revisorerna samt 1 representant för varje distrikt får delta i kyrkokonferensens överläggningar med yttrande- och förslagsrätt. Samma rätt har de som av kyrkostyrelsen anmälts som föredragande i kyrkokonferensen. Svenska Missionskyrkans kyrkokonferens sammanträder varje år i olika städer likt följer: 
- 2011 - Stockholm
- 2012 - Linköping
- 2013 - Karlstad
- 2014 - Stockholm
- 2015 - Göteborg
- 2016 - Stockholm
- 2017 - Vårgårda
- 2018 - Gävle
- 2019 - Jönköping
- 2020 - Digitalt pga coronapandemin
- 2021 - Digitalt pga coronapandemin
- 2022 - Vårgårda
- 2023 - Helsingborg